# Litoria electrica
Litoria electrica es una especie de anfibios de la familia Hylidae. Es endémica de Australia.
Sus hábitats naturales incluyen bosques templados, pantanos tropicales o subtropicales, pantanos, lagos intermitentes de agua dulce, marismas intermitentes de agua dulce y áreas urbanas.